# 毛舌
毛舌（もうぜつ）とは、一般的に真菌感染を多く含み、細菌層の変化とそれによる色素沈着が伴って発症すると考えられる。
組織学的には、舌の糸状乳頭は強く角化し、その角化層に表面や内部に多くの細菌塊が見られる。基底細胞の増殖傾向はない。上皮下組織には、軽度炎症性細胞浸潤が見られる。沈着する色により 白毛舌 、黒毛舌と呼ばれる。黒毛舌は抗生物質の使用などによる菌交代減少の結果、起こることが多い。

## 頻度
有病率は、Celisらの1966年の調査では14歳 - 83歳で5.4%、Mikkonenの1982年の調査では17歳 - 35歳で10.6%だった。日本人においては東北大学の1989年の調査で129例中の19.4%にみられ、そのすべてが白毛舌だった
。